# Barbara Bieganowska-Zając
Barbara Bieganowska-Zając wcześniej Niewiedział (ur. 1 września 1981 w Nysie) – polska lekkoatletka startująca w konkurencjach biegowych, pięciokrotna mistrzyni paralimpijska (kategoria niepełnosprawności T20) z Sydney (2000), Londynu (2012), Rio de Janeiro (2016), Tokio (2020) i Paryż (2024), wielokrotna mistrzyni świata i Europy.

## Kariera
Jest trzykrotną medalistką halowych mistrzostw Polski seniorów w biegu na 3000 metrów i dwukrotną medalistką mistrzostw Polski w biegu przełajowym.
Podczas paralekkoatletycznych mistrzostw Europy w Berlinie wystartowała w grupie T20 i ustanowiła rekord świata w biegu na 800 m z rezultatem 2:15,79. Zdobyła również złoty medal w biegu na 1500 m, osiągając wynik 4:43,33.

## Historia
Urodziła się w 1981 roku w Nysie, a pochodzi z Frączkowa w województwie opolskim. Jest absolwentką Specjalnego Ośrodka Szkolno-Wychowawczego w Grodkowie, gdzie rozpoczęła swoją przygodę z lekkoatletyką. W zawodach sportowych zadebiutowała podczas Biegu Olimpijskiego w Grodkowie, zajmując pierwsze miejsce. Umożliwiło jej to dalszy rozwój i występy na wyższym poziomie sportowym.

## Rekordy
Rekordy świata:
- 800 m (T20) – 2:15,79 min (23 sierpnia 2018, Berlin)
- 1500 m (T20) – 4:23,37 min (23 czerwca 2012, Stadskanaal)

## Wyniki
| Rok  | Zawody                   | Miejscowość    | Konkurencja               | Czas    | Pozycja    |
| ---- | ------------------------ | -------------- | ------------------------- | ------- | ---------- |
| 1998 | Mistrzostwa świata       | Birmingham     | Bieg na 800 metrów (T20)  |         | 1. miejsce |
| 1998 | Mistrzostwa świata       | Birmingham     | Bieg na 3000 metrów (T20) |         | 3. miejsce |
| 2000 | Igrzyska paraolimpijskie | Sydney         | Bieg na 800 metrów (T20)  | 2:08,40 | 1. miejsce |
| 2011 | Mistrzostwa świata       | Christchurch   | Bieg na 1500 metrów (T20) | 4:41,78 | 2. miejsce |
| 2012 | Mistrzostwa Europy       | Stadskanaal    | Bieg na 1500 metrów (T20) | 4:23,37 | 1. miejsce |
| 2012 | Igrzyska paraolimpijskie | Londyn         | Bieg na 1500 metrów (T20) | 4:35,26 | 1. miejsce |
| 2013 | Mistrzostwa świata       | Lyon           | Bieg na 1500 metrów (T20) | 4:40,50 | 1. miejsce |
| 2015 | Mistrzostwa świata       | Doha           | Bieg na 400 metrów (T20)  | 57,78   | 1. miejsce |
| 2015 | Mistrzostwa świata       | Doha           | Bieg na 800 metrów (T20)  | 2:22,09 | 1. miejsce |
| 2015 | Mistrzostwa świata       | Doha           | Bieg na 1500 metrów (T20) | 4:28,58 | 1. miejsce |
| 2016 | Mistrzostwa Europy       | Grosseto       | Bieg na 400 metrów (T20)  | 57,98   | 1. miejsce |
| 2016 | Mistrzostwa Europy       | Grosseto       | Bieg na 1500 metrów (T20) | 4:34,62 | 1. miejsce |
| 2016 | Igrzyska paraolimpijskie | Rio de Janeiro | Bieg na 400 metrów (T20)  | 58,51   | 3. miejsce |
| 2016 | Igrzyska paraolimpijskie | Rio de Janeiro | Bieg na 1500 metrów (T20) | 4:24,37 | 1. miejsce |
| 2017 | Mistrzostwa świata       | Londyn         | Bieg na 400 metrów (T20)  | 59,56   | 2. miejsce |
| 2017 | Mistrzostwa świata       | Londyn         | Bieg na 1500 metrów (T20) | 4:33,82 | 1. miejsce |
| 2018 | Mistrzostwa Europy       | Berlin         | Bieg na 400 metrów (T20)  | 1:01,53 | 6. miejsce |
| 2018 | Mistrzostwa Europy       | Berlin         | Bieg na 800 metrów (T20)  | 2:15,79 | 1. miejsce |
| 2018 | Mistrzostwa Europy       | Berlin         | Bieg na 1500 metrów (T20) | 4:43,33 | 1. miejsce |
| 2019 | Mistrzostwa świata       | Dubaj          | Bieg na 400 metrów (T20)  | 1:00,40 | 6. miejsce |
| 2019 | Mistrzostwa świata       | Dubaj          | Bieg na 1500 metrów (T20) | 4:36,10 | 1. miejsce |
| 2021 | Mistrzostwa Europy       | Bydgoszcz      | Bieg na 1500 metrów (T20) | 4:43,78 | 2. miejsce |
| 2021 | Igrzyska paraolimpijskie | Tokio          | Bieg na 1500 metrów (T20) | 4:27,84 | 1. miejsce |

## Odznaczenia
- Brązowy Krzyż Zasługi (2001)[5]
- Krzyż Kawalerski Orderu Odrodzenia Polski (2016)[6][7]
- Krzyż Oficerski Orderu Odrodzenia Polski (2021)[8]